# Томас Броуди-Сангстър
Томас Броуди Сангстър (на английски: Thomas Brodie Sangster) е английски филмов и телевизионен актьор, известен с ролите си в Наистина любов (Love Actually), Бавачката Макфий (Nanny McPhee) и Последният легион (The Last Legion).

## Биография

### Личен живот
Роден е на 16 май 1990 г.
Сангстър живее в Южен Лондон със сестра си Ава и родителите си, актьорите Таша Бъртрам и Марк Сангстър. Той има роднинска връзка с актьора Хю Грант, прабабата на Сангстър, Барбара Бъртрам и бабата на Грант са били сестри. Прадядото на Сангстър, Антъни Бъртрам е бил писател.

### Кариера
Първата роля на Сангстър е в телевизионния филм на Би Би Си Station Jim. Следващите му участия са в телевизионните филми: Bobbie's Girl, The Miracle of the Cards (базиран на историята на Крейг Шерголд) и Stig of the Dump в които той има главни роли. Сангстър печели наградата „Златна нимфа“ на 43-тия годишен телевизионен фестивал в Монте Карло за ролята си в Тайната (Entrusted). Първият голям филм в който участва Сангстър е Наистина любов където той си партнира с актьори като Хю Грант, Ема Томпсън, Роуан Аткинсън, Колин Фърт, Лиъм Нийсън и Кира Найтли. Той е номиниран за наградите "Satellite Award" и "Young Artist Award" за ролята си във филма. Следват роли в телевизионната адаптация на романа Feather Boy, Тристан и Изолда (Tristan and Isolde) и Бавачката Макфий (Nanny McPhee).
През 2007 г. Сангстър играе ролята на ученика Тимъти (Тим) Лейтимър в епизодите Human Nature и The Family of Blood от третия сезон на Доктор Кой (Doctor Who). Той участва и в аудио драмите от поредицата Доктор Кой: The Mind's Eye и The Bride of Peladon. По време на снимките на епизодите от Доктор Кой гласът на Сангстър започва да мутира. Същата година той озвучава героя Фърб Флетчър от анимационния сериал на Дисни Финиъс и Фърб. Сангстър си партнира за трети път с Колин Фърт във филма Последният легион (The Last Legion). В адаптацията по историческия роман на Валерио Манфреди участват и Бен Кингсли и Айшвария Рай. През Декември 2007 г. Сангстър започва работа по двусерийния телевизионен филм Пинокио (Pinocchio) с участието на Боб Хоскинс и Роби Кай.
Праз Март 2008 г. е обявено, че Сангстър ще играе ролята на младия белгийски репортер Тинтин в новата трилогия на Стивън Спилбърг и Питър Джаксън. Сангстър напуска проекта след като през Октомври 2008 г. снимането на филма се забава заради проблеми с финансирането и ролята е дадена на Джейми Бел. В края на Март 2008 г. Сангстър започва работа с печелилата Оскар режисьорка Джейн Кампиън по нейния нов филм Ярка звезда (Bright Star), разказващ за любовната история между поета Джон Кийтс и неговата възлюбена Фани Браун.
Праз Март 2009 г. Сангстър се присъединява към Аарън Джонсън, Кристин Скот Томъс и Ана-Мари Дъф във филма Nowhere Boy, режисиран от Сам Тейлър-Уд. Сангстър е в ролята на Пол Маккартни, а филмът разказва за младежките години на Джон Ленън и двете важни жени в неговия живот: майка му Джулия (Дъф) и леля му Мими (Скот Томъс).

## Филмография
| Година | Заглавие                                               | Роля                  | Бележки                                                                 |
| ------ | ------------------------------------------------------ | --------------------- | ----------------------------------------------------------------------- |
| 2001   | Station Jim                                            | Хенри                 | Телевизионен филм (ТФ)                                                  |
| 2001   | The Miracle of the Cards                               | Крейг Шерголд         | Телевизионен филм                                                       |
| 2002   | Bobbie's Girl                                          | Алан                  | Телевизионен филм                                                       |
| 2002   | Mrs Meitlemeihr                                        | Момче 1               | Късометражен филм                                                       |
| 2002   | Stig of the Dump                                       | Барни                 | Телевизионен минисериал                                                 |
| 2002   | London's Burning                                       | Стефан                | Телевизионен сериал; Сезон 14, Епизод 6                                 |
| 2003   | Наистина любов (Love Actually)                         | Сам                   | Първи филм с Ема Томпсън, Колин Фърт и Оливия Олсън                     |
| 2003   | Тайната (Entrusted)                                    | Томас фон Гал         | Телевизионен филм                                                       |
| 2003   | Хитлер: Зората на злото (Hitler: The Rise of Evil)     | младият Хитлер        | Телевизионен филм                                                       |
| 2003   | Ultimate Force                                         | Габриел               | Телевизионен филм; Епизод What in the name of God                       |
| 2004   | Feather Boy                                            | Робърт Нобел          | Телевизионен минисериал                                                 |
| 2005   | Julian Fellowes Investigates: A Most Mysterious Murder | Джон Дъф              | ТФ; Епизод The Case Of The Croydon Poisonings                           |
| 2005   | Бавачката Макфий (Nanny McPhee)                        | Саймън Браун          | Втори филм с Ема Томпсън и Колин Фърт                                   |
| 2006   | Тристан и Изолда (Tristan and Isolde)                  | младият Тристан       | Първа роля като герой от времето на Крал Артур                          |
| 2007   | Последният легион (The Last Legion)                    | Ромул Августул        | Втора роля като герой от времето на Крал Артур; Трети филм с Колин Фърт |
| 2007   | Доктор Кой (Doctor Who)                                | Тимъти (Тим) Лейтимър | Епизоди Human Nature и The Family of Blood                              |
| 2008   | Финиъс и Фърб (Phineas and Ferb)                       | Фърб                  | Работи за втори път с Оливия Олсън                                      |
| 2008   | Пинокио (Pinocchio)                                    | Lampwick              | Телевизионен филм                                                       |
| 2009   | Ярка звезда (Bright Star)                              | Самюъл Браун          | Премиера на Филмовият фестивал в Кан, 15 май 2009.                      |
| 2010   | Nowhere Boy                                            | Пол Маккартни         |                                                                         |
| 2014   | Лабиринтът: Невъзможно бягство                         | Нют                   | Филм                                                                    |
| 2015   | Лабиринтът: В обгорените земи                          | Нют                   | Филм                                                                    |
| 2015   | Междузвездни войни: Силата се пробужда                 | Първият по ред офицер | Филм                                                                    |
| 2018   | Лабиринтът: Последният кандидат                        | Нют                   | Филм                                                                    |
| 2020   | Гамбита на кралицата                                   | Бени Уотс             | Минисериал                                                              |

## Радио драми
| Година | Заглавие             | Роля   | Бележки                                                    |
| ------ | -------------------- | ------ | ---------------------------------------------------------- |
| 2007   | Country Life         | Борис  | Излъчена на 22 март 2007 г. по Би Би Си Радио 4            |
| 2007   | The Mind's Eye       | Кайл   | Записана на 25 и 27 юли 2007 г.; Издадена: Ноември 2007 г. |
| 2008   | The Bride of Peladon | Майнър | Записана на 26 и 27 юли 2007 г.; Издадена: Януари 2008 г.  |

## Награди и номинации

### Награди
2003 „Златна нимфа“ на Телевизионен фестивал Монте Карло
Най-добър актьор в минисериал за Тайната (Entrusted) 

### Номинации
2008 Young Artist Award
Най-добър млад актьор в международен игрален филм – Главна мъжка роля за Последният легион (The Last Legion) 
2007 Young Artist Award
Най-добър млад актьор в игрален филм – Главна мъжка роля за Бавачката Макфий (Nanny McPhee) 
2007 Young Artist Award
Най-добро изпълнение в игрален филм – Ансамблово изпълнение за Бавачката Макфий (Nanny McPhee) 
2004 Young Artist Award
Най-добър млад актьор в игрален филм – Поддържаща мъжка роля за Наистина любов (Love Actually) 
2004 Satellite Awards
Най-добър актьор в поддържаща роля – Мюзикъл или комедия за Наистина любов (Love Actually) 
2004 Phoenix Film Critics Society Awards
Най-добър млад актьор в главна или поддържаща мъжка роля за Наистина любов (Love Actually) 
2004 Phoenix Film Critics Society Awards
Най-добро ансамблово изпълнение за Наистина любов (Love Actually) 